# 요나스 오믈린
요나스 오믈린(독일어: Jonas Omlin, 1994년 1월 10일 ~ )은 스위스의 축구 선수로 포지션은 골키퍼이다. 현재 독일 분데스리가의 보루시아 묀헨글라트바흐에서 활약하고 있다.